# آلمودنا وارا
آلمودنا وارا (اسپانیایی: Almudena Vara‎؛ زادهٔ ۲۳ مارس ۱۹۷۱) بازیکن زن بسکتبال اهل اسپانیا بود. وی در بازی‌های المپیک تابستانی ۱۹۹۲ شرکت کرده‌است.